# Führer
Ein Führer ist jemand, der die Leitung (Führung) einer Gruppe, einer Institution oder eines Schienenfahrzeugs innehat, etwa bei Pfadfindergruppen, beim Roten Kreuz, beim Bergsteigen, in Religionsgemeinschaften und bei Stadtbesichtigungen, oder im Führerstand seinen Dienst tut.
Im Deutschen wird das Wort insbesondere für Adolf Hitler als uneingeschränkten Parteiführer der NSDAP sowie ab 1933 als Diktator und später Staatsoberhaupt des Deutschen Reichs in der Zeit des Nationalsozialismus verwendet. In Analogie wurden auch die Begriffe Führerpartei und Führerkult geprägt.

## Etymologie
In der Antike selbstverständlich war die Bezeichnung eines Herrschers als „politischer Führer“, im Mittelalter und in der Frühen Neuzeit, meist unter Verwendung des lateinischen Wortes dux („Führer“) als dem jeweiligen Herrschernamen nachgestellter Ehrentitel, beispielsweise Robert, dux Francorum, also „Robert, Führer der Franken“. Eine der vormodernen Gesellschaft gerecht werdende Übersetzung ist das deutsche Wort Fürst („der Erste“, entsprechend lat. princeps). Außerdem wurden die Oberbefehlshaber von Armeen als Heerführer (lat. dux belli „Kriegsherr“, mhd. hervüerer) bezeichnet, was dem deutschen Herzog aus ahd. herizogo „der vor dem Heer zieht“ entspricht.
Die Wortwurzel (ahd. fôrari) ist nach Grimm „nachweislich nur in dem sinne von lohnträger, lastträger, bajolus“ (lateinisch …träger etc.) erhalten, aber erst mhd. füerære, vüerære, füerer, vüerer in der Bedeutung „einer, der führt“; sie erweitert sich dann neuzeitlich auf die heutige Bedeutung einschließlich „der ein Tier führt“, insbesondere auf „Fuhrmann“ und „der eine Waffe, eine Insignie“ und Ähnliches „führt“.

## Adolf Hitler

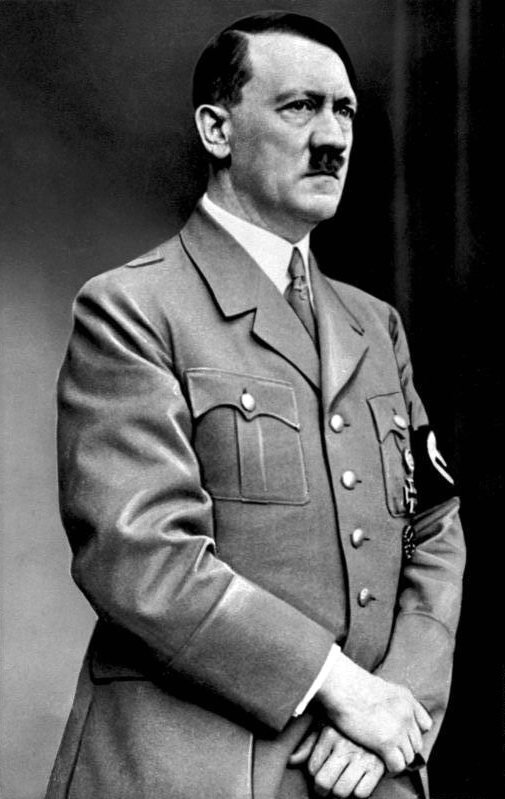
Porträtaufnahme Hitlers (1937)

Hitler wurde ab Anfang der 1940er Jahre, ohne seinen Namen zu nennen, durch Voranstellung des bestimmten Artikels als Der Führer bezeichnet.
Für die durchaus vielfache Verwendung des Wortes Führer in anderer Bedeutung wird deshalb bisweilen der Gebrauch von näher bezeichnenden Komposita bevorzugt (z. B. Bergführer, Fremdenführer, Oppositionsführer, Spielführer).
Bei seinem Eintritt in die Deutsche Arbeiterpartei, aus der bald darauf die NSDAP werden sollte, verstand sich Hitler 1919 zunächst noch als „Trommler“, nicht als „Führer“. Er wollte für den kommenden starken Mann Propaganda machen, löste dann aber schon 1920 den Parteivorsitzenden Karl Harrer ab. Seit dem Marsch auf Rom des italienischen Faschistenführers Benito Mussolini 1922 änderte sich Hitlers Selbstbild: Er wurde nun von seinen Anhängern als der „deutsche Mussolini“ apostrophiert und bezeichnete sich, in Analogie zu dessen Titel „Duce“, fortan auch selbst als Führer der NSDAP. Nach Konrad Heiden war die Bezeichnung „Führer“ als Bezeichnung und Beiname für Hitler seit 1925 in der NSDAP allgemein gebräuchlich. Den Begriff des Diktators lehnten die Nationalsozialisten und andere Rechtsradikale der Weimarer Republik für den von ihnen ersehnten undemokratischen Regierungschef ab, da er in „romanischem“ statt „germanischem“ Staatsdenken wurzele. Noch 1936 wies Hitler in einer Rede anlässlich der Rheinlandbesetzung die Bezeichnung Diktator für sich zurück: Er habe sich vielmehr stets nur als Führer und damit als Mandatar des deutschen Volkes gefühlt.
Kurz vor dem Tod des Reichspräsidenten Paul von Hindenburg erließ die Regierung Hitler am 1. August 1934 das Gesetz über das Staatsoberhaupt des Deutschen Reichs, wonach beim Tod Hindenburgs die Ämter des Reichspräsidenten und des Reichskanzlers vereinigt werden, indem die Befugnisse des Reichspräsidenten auf den „Führer und Reichskanzler Adolf Hitler“ übergehen. Als Hindenburg einen Tag später starb, trat es in Kraft. Im Erlass an den Reichsinnenminister Wilhelm Frick vom 2. August 1934 bestimmte Hitler „für alle Zukunft“, im amtlichen wie außeramtlichen Verkehr nur als „Führer und Reichskanzler“ angesprochen zu werden, weil Hindenburg dem Titel Reichspräsident „eine einmalige Bedeutung“ gegeben habe.
Ebenfalls am 2. August 1934 erfolgte die Vereidigung der Soldaten der Reichswehr auf Hitler als Person. Dies geschah aufgrund einer „ministeriellen Verordnung“ des Reichswehrministers Werner von Blomberg ohne Absprache mit der Reichsregierung einschließlich Hitler und ohne die erforderliche gesetzliche Voraussetzung. Die Eidesformel im Führereid formulierte der Chef des Wehrmachtamtes, Generalmajor Walter von Reichenau. Dabei wich er bei der Titulatur Hitlers als „Führer des Deutschen Reiches und Volkes“ von der gesetzlich bestimmten ab. Die im Erlass vom 1. August 1934 angekündigte Volksabstimmung über das Staatsoberhaupt des Deutschen Reichs bestätigte Hitlers Entscheidung am 19. August 1934. Dieser sanktionierte daraufhin am 20. August im „Gesetz über die Vereidigung der Beamten und der Soldaten der Wehrmacht“ Reichenaus Bezeichnung mit seiner Unterschrift als „Führer und Reichskanzler“. Hitler führte seit dem August 1934 den Titel Führer und Reichskanzler; in Abwandlungen hielt die selbstgewählte Bezeichnung Hitlers zudem Einzug in gottesdienstliche Fürbitten. So ordnete der Landesbischof der Evangelischen Kirche der altpreußischen Union, Ludwig Müller, im Kirchlichen Amtsblatt 1934 an, ein Fürbittengebet „für den ‚Führer und Reichskanzler des deutschen Volkes‘ Adolf Hitler“ aufzunehmen. Innerhalb der Wehrmacht hatte seine Anrede „mein Führer“ zu lauten.
Um den charismatischen Hitler wurde in der Zeit des Nationalsozialismus ein beispielloser Personenkult getrieben: Straßen wurden nach ihm benannt, Menschen jubelten, wenn sie ihn bei Aufmärschen oder anderen Veranstaltungen erblickten, Hitler-Bilder hingen in Amtsstuben und Wohnzimmern, und auch in den Parolen des Regimes – „Ein Volk, ein Reich, ein Führer“, „Führer befiehl, wir folgen!“ – war Hitler gegenwärtig. Der Führer galt vielen als unfehlbar, im Gegensatz zur NSDAP und deren Vertretern, was sich in der Redewendung „Wenn das der Führer wüsste“ niederschlug.
In der Öffentlichkeit wurde nach 1934 die Verwendung der Bezeichnung Führer für Positionen außerhalb der NSDAP eingeschränkt. Die Deutsche Arbeitsfront (DAF) unterstand nicht länger dem „Führer der DAF“ sondern dem „Stabsleiter der DAF“ und in der SA sollten Vorgesetzte nicht länger mit „mein Sturmführer“, sondern mit „Sturmführer“ angeredet werden. An die Presse erging im Januar 1939 die strenge Anweisung, Hitler nicht länger Führer und Reichskanzler, sondern nur noch Führer zu bezeichnen. In einer Anweisung vom 22. Januar 1942 hieß es, in Zukunft solle der Ausdruck Führer und oberster Befehlsherr der Wehrmacht in militärischen Angelegenheiten zugunsten des Begriffs der Führer „immer mehr in den Hintergrund treten“. Der schon weit verbreiteten „Umdeutung der Amtsbezeichnung Führer in einen Eigennamen für Hitler“ sollte der Weg geebnet werden.
Als Abschluss dieser Entwicklung wird der Beschluss des Großdeutschen Reichstags vom 26. April 1942 (RGBl. I S. 247) angesehen. Dort werden die vom Führer beanspruchten Rechte bestätigt und dabei mehrfach die Bezeichnung „Führer“ statt „Führer und Reichskanzler“ verwendet, nicht aber der Name „Hitler“. Im August 1942 vollzog sich der Wechsel des Titels auch in der Gesetzgebung. In seinem politischen Testament von 1945 schrieb Hitler von seinem Amtssitz als dem des „Führers und Kanzlers“ und unterzeichnete als „Führer der Nation“. Zumeist wurde er einfach nur kurz als „der Führer“ oder „Unser Führer“ bezeichnet (siehe auch: Führererlass).
Mit dem Tode Hitlers am 30. April 1945 wurden gemäß seinem Testament vom 29. April die Ämter des Reichskanzlers (Joseph Goebbels) und des Reichspräsidenten (Karl Dönitz) wieder getrennt.
Ursprünglich hatte sich auch der protofaschistische österreichische Politiker Georg von Schönerer als „Führer“ bezeichnen lassen. Viele weitere hohe Amtsträger im nationalsozialistischen Deutschland trugen das Wort Führer ebenfalls in ihrem Titel, so etwa der Reichsführer SS und der Reichsjugendführer, daneben auch die höheren Dienstgrade der SS. Grundlage dieser Bezeichnungen war das Führerprinzip und Bezug auf mittelalterlich-feudalistische Hierarchien mutmaßlich „urgermanischer“ Herkunft (Lehnswesen).

## Sprachgebrauch
Im heutigen Sprachgebrauch wird die Verwendung des Wortes Führer ohne weitere Attribute oder Zusätze häufig vermieden, um keinen Bezug auf Hitler oder den Nationalsozialismus herzustellen. Ersetzt wird es beispielsweise durch Leiter, Chef oder das englische leader. Dennoch ist es im Deutschen weiterhin üblich, -führer in Komposita zu verwenden: Parteichefs werden demnach als Parteiführer, der Fraktionsvorsitzende der größten Oppositionspartei wird als Oppositionsführer bezeichnet. Sportmannschaften folgen dem Spielführer und Touristen dem Fremdenführer oder sie lesen im Reiseführer. Der Wortführer verhandelt im Auftrag seiner Gruppe. Der Stammesführer ist der Anführer eines Stammes. Auch im hoheitlichen Sprachgebrauch hat der Begriff überdauert, etwa im Fahrzeugführer und dessen Führerschein oder in militärischen und polizeilichen Aufgabenbezeichnungen wie Zugführer und Diensthundführer.
Im Sprachgebrauch des Italienischen hat nach der historischen Zeit des Faschismus das englische Fremdwort leader das ursprüngliche Wort duce heute weitestgehend ersetzt.
Das deutsche Wort Führer hat als Lehnwort auch Eingang in andere Sprachen gefunden. In Ermangelung von Umlauten wird es dort oft Fuehrer oder Fuhrer geschrieben. Im Estnischen, in dem der Buchstabe ü existiert, hat das Wort sich hingegen als Füürer etabliert.

## Weitere Führer (Auswahl)
- Überragender Führer der Volksrepublik China
- Oberster Führer (Iran)
- Oberster Führer (Nordkorea)
- Máximo Líder (Kuba)